# Rytidosperma mamberamense
Rytidosperma mamberamense är en gräsart som först beskrevs av Pieter Jansen, och fick sitt nu gällande namn av Henry Eamonn Connor och Elizabeth Edgar. Rytidosperma mamberamense ingår i släktet kängurugräs (släktet), och familjen gräs. Inga underarter finns listade i Catalogue of Life.